# Adwaldo Cardoso Botto de Barros
Adwaldo Cardoso Botto de Barros foi um militar e engenheiro brasileiro, especialista em comunicações e presidente dos Correios do Brasil por mais de uma década, além de ter sido secretário geral da União Postal Universal (UPU), sendo o primeiro brasileiro a assumir o cargo na organização internacional. Botto de Barros foi, ainda, responsável pela implantação de um novo padrão para entrega de correspondências, pela criação da Rede Postal Aérea Noturna (RPN), pela fundação da Escola Superior de Administração Postal (ESAP) e de Centros de Treinamento para formação de profissionais especializados em Correios.